# Condado de Mason (Illinois)
El condado de Mason es un condado estadounidense, situado en el estado de Illinois. Según el censo de los Estados Unidos de 2000, la población es de 16 038 habitantes. La cabecera del condado es Havana. 

## Colindancias
- Condado de Fulton - norte
- Condado de Tazewell - noreste
- Condado de Logan - sureste
- Condado de Menard - sur
- Condado de Cass - suroeste
- Condado de Schuyler - oeste

## Ciudades y pueblos
- Bath
- Easton
- Forest City
- Havana
- Kilbourne
- Manito
- Mason City
- Topeka
- San Jose